# Лінійні кораблі типу «Тоса»
Лінійні кораблі типу «Тоса» (яп. 土佐型戦艦, Tosa-gata Senkan)  були двома дредноутами, замовленими як частина флоту «Вісім-вісім» для Імперського флоту Японії  на початку 1920-х років. 

## Конструкція
Кораблі були більшими версіями попереднього  типу «Нагато», і ніс додаткову  башту з двома 410 мм гарматами. Проект цього типу послужив основою для конструкції лінійних крейсерів типу «Амагі».

## Кораблі
| Корабель     | Будівник                    | Закладено          | Спущено на воду         | Завершено                                | Доля                                                  |
| ------------ | --------------------------- | ------------------ | ----------------------- | ---------------------------------------- | ----------------------------------------------------- |
| «Тоса» 土佐  | Mitsubishi Heavy Industries | 2 лютого 1920 року | 18 грудня 1921 року     | Будівництво скасоване 2 лютого 1922 року | Затоплений 9 лютого 1925 року                         |
| «Каґа » 加賀 | Kawasaki Heavy Industries   | 19 липня 1920 року | 17 листопада 1921 року. | 21 листопада 1923 року (як авіаносець)   | Потоплений 4 червня 1942 року під час битви за Мідвей |

## Використання
Обидва кораблі були спущені на воду наприкінці 1921 року, але добудова першого корабля, «Тоса», була скасована згідно з умовами Вашингтонського морської угоди. Корпус використовувався в експериментах щодо перевірки ефективності його схеми бронювання, перш ніж його затопили у протоці Бунго. Корпус другого корабля «Каґа» був переобладнаний під авіаносець. Він підтримував японські війська в Китаї під час Другої японо-китайської війни наприкінці 1930-х років і брав участь у нападі на Перл-Харбор 7 грудня 1941 року та вторгненні в Рабаул у південно-західній частині Тихого океану в січні 1942 року. Наступного місяця  літаки авівносця брали участь у ударі по Дарвіну, Австралія, під час кампанії в Голландській Ост-Індії. Він був потоплений під час битви за Мідвей у 1942 році.